# SAMURAI (アルバム)
『SAMURAI』（サムライ）は、日本のミュージシャンである長渕剛の17枚目のオリジナル・アルバムである。
1998年10月14日にフォーライフ・レコードからリリースされた。前作『ふざけんじゃねぇ』（1997年）よりおよそ1年ぶりにリリースされた作品であり、全作詞・作曲は長渕、プロデュースは長渕と笛吹利明の共同プロデュースとなっている。
レコーディングは日本国内で行われ、音楽性としては従来のフォークソングに加えラップ、音頭、唱歌、童謡、長唄など様々な要素を取り入れた他、コミカルな印象の曲も収録されている。
テレビ朝日系テレビドラマ『外科医・夏目三四郎』（1998年）の主題歌として使用された先行シングル「指切りげんまん」（1998年）を収録、後にリカットシングルとして「猿一匹、唄えば侍」がリリースされた。
オリコンチャートでは最高位1位を獲得した。

## 背景
前作『ふざけんじゃねぇ』（1997年）を9月3日にリリース後、長渕は11月19日の大阪城ホールより翌1998年2月21日の鹿児島県奄美大島名瀬市体育館に至るまで、全国16都市全27公演におよぶライブツアー「LIVE'97 - '98 ふざけんじゃねぇ」を開催した。このツアーの最中の12月10日には旧所属先の東芝EMIより在籍時の全シングルとカップリング曲を収録したベストアルバム『SINGLES Vol.1 (1978〜1982)』、『SINGLES Vol.2 (1983〜1988)』、『SINGLES Vol.3 (1988〜1996)』がリリースされた。
7月1日には日高正人への提供曲として、シングル「想い人」がリリースされた。この曲は1983年頃に日高の歌に感銘した長渕が書き下ろしていた曲で、日高の病気が原因でお蔵入りとなっていた曲であった。
9月23日には先行シングルとして「指切りげんまん」（1998年）をリリース。この曲はテレビ朝日系テレビドラマ『外科医・夏目三四郎』（1998年）の主題歌として使用され、「友よ」（1995年）に次いで長渕が出演していないテレビドラマとのタイアップとなった。

## 音楽性
文芸雑誌『別冊カドカワ 総力特集 長渕剛』では、「曲名は『Never Give Up』だが、その実体は長渕音頭と言っても許されるだろう。特にアウトロでの♪ラララ……は、これまでの長渕剛にはなかった趣きだ」、「『お釈迦さま』は、コミカルと言えるほどの明るさ。煩悩なんぞ笑い飛ばしてやる、という心境か」、「己のルーツを辿るが如く、幼い日々を過ごした家を訪ねた日の様子がしたためられている『ふるさと』。そのカナリアを籠の外から眺めているだけではもったいない。（中略）『猿一匹、唄えば侍』『オホーツクの海』にしても、ここから早く出せ! 早く出してくれ! と、けたたましく鳴くカナリアである」と表記されている。
文芸雑誌『文藝別冊 長渕剛 民衆の怒りと祈りの歌』にて、「（"お釈迦さま"に関して）ラップ・ミュージックという音楽ジャンルにはライミング=押韻というなかばルール化した技法と、脈絡やほぼ意味のない歌詞の反復でグルーヴを持続させる手法があるが、押韻と反復の組み合わせにはオチがある。その観点から聴くとこのサビはラップである」、「長渕は他のミュージシャンと比べてもファン以外の人間からは"嗤い"の対象とされてきたように思うが、それによって不可視になった彼の音楽性を本作から聴き取ることができる」と表記されている。

## リリース
1998年10月14日にフォーライフ・レコードより、CDとカセットテープの2形態でリリースされた。

## アートワーク
ジャケット写真は、長渕本人の左目のアップとなっている。ライナーノートは、脚本家の倉本聰が執筆している。歌詞カード内や裏ジャケットにて長渕が着用している衣装は、西南戦争にて薩軍が着用した陣羽織である。

## ツアー
本作を受けてのコンサートツアーは「LIVE'98 - '99 SAMURAI」と題し、1998年11月25日の大阪城ホールを皮切りに、12月23日の奄美大島名瀬市体育館まで6都市全9公演が行われた。また、本来であれば翌1999年5月3日の東京国際フォーラムから7月7日の沖縄コンベンションセンターまで継続してツアーが開催される予定であったが、長渕が筋力トレーニング中に右肘でサンドバッグを殴打したところ、傷口より細菌が侵入し右腕が腫れ上がったため緊急入院する事態となり、全国ツアー及び映画『英二』（1999年）の舞台あいさつの中止が発表された。これにより、長渕の全国ツアーの中断は「LIVE'85 - '86 HUNGRY」、「LIVE'94 Captain of the Ship」に次いで3度目となった。

## 批評
| 専門評論家によるレビュー             | 専門評論家によるレビュー |
| レビュー・スコア                     | レビュー・スコア         |
| 出典                                 | 評価                     |
| ------------------------------------ | ------------------------ |
| CDジャーナル                         | 肯定的                   |
| 別冊カドカワ 総力特集 長渕剛         | 肯定的                   |
| 文藝別冊 長渕剛 民衆の怒りと祈りの歌 | 肯定的                   |

- 音楽情報サイト『CDジャーナル』では、「敵に向かってキバをむき出す的な、スキを見せてなるものかという肩に力の入ったところが多々あったが、今回はその力みも少し取れたようで、笑う余裕も見せる。少しは気分に変化があったか」、「軽妙な歌詞とアレンジが特徴的な『猿一匹、唄えば侍』を収録した98年発表作。故郷・鹿児島を歌った『ふるさと』やラブ・ソングの『くちづけ』など、幅広いサウンドが詰まった1枚」と肯定的な評価を下している[7]。

- 文芸雑誌『別冊カドカワ 総力特集 長渕剛』では、「冒頭の音頭に始まり、唱歌、童謡、長唄など、この国のDNAとなっている音楽要素を随所に取り入れている。日本のロックやポップスの命題－欧米なみになること－を、笑いながらぶった斬るSAMURAIここにあり」と肯定的な評価を下している[3]。

- 文芸雑誌『文藝別冊 長渕剛 民衆の怒りと祈りの歌』では、「タイトルだけ見れば、これもまた『ふざけんじゃねぇ』同様に随分と好戦的で、その上に仰々しく聞こえる。けれども、注目すべきポイントは長渕の歌唱と歌詞、言語センスにある」、「（"お釈迦さま"に関して）サビの反復と強引な押韻から成るオチと巻き舌からは長渕流としか言いようのないおかしみが滲みだしていて、このおかしみは本人の意図するものであろう。あるいは、"俺たちの心にジングルベル"というクリスマス・ソングの、『メリーメリー～』というサビの奇怪な反復にもそのような笑いの意図が見え隠れしているように思える」と肯定的な評価を下している[4]。

## チャート成績
オリコンチャートでは最高位1位、登場回数6回となり、売り上げ枚数は約21万枚となった。

## 収録曲

### 一覧
全作詞・作曲: 長渕剛。
| 全作詞・作曲: 長渕剛。 |                              |           |            |                  |      |
| #                      | タイトル                     | 作詞      | 作曲・編曲 | 編曲             | 時間 |
| 1.                     | 「Never Give Up」            | 長渕剛    | 長渕剛     | 長渕剛           | 4:52 |
| 2.                     | 「でんでん虫」               | 長渕剛    | 長渕剛     | 長渕剛           | 6:50 |
| 3.                     | 「オホーツクの海」           | 長渕剛    | 長渕剛     | 笛吹利明、長渕剛 | 8:18 |
| 4.                     | 「お釈迦さま」               | 長渕剛    | 長渕剛     | 笛吹利明、長渕剛 | 6:22 |
| 5.                     | 「猿一匹、唄えば侍」         | 長渕剛    | 長渕剛     | 長渕剛           | 6:01 |
| 6.                     | 「ふたつの責任～愛してる～」 | 長渕剛    | 長渕剛     | 笛吹利明、長渕剛 | 6:02 |
| 合計時間:              | 合計時間:                    | 合計時間: | 38:25      |                  |      |

| #         | タイトル                           | 作詞      | 作曲・編曲 | 編曲             | 時間 |
| --------- | ---------------------------------- | --------- | ---------- | ---------------- | ---- |
| 7.        | 「指切りげんまん」                 |           |            | 長渕剛           | 5:32 |
| 8.        | 「俺たちの心にジングルベル」       |           |            | 笛吹利明、長渕剛 | 6:23 |
| 9.        | 「どつぼにはまってどっぴんしゃ!!」 |           |            | 長渕剛           | 6:15 |
| 10.       | 「くちづけ」                       |           |            | 笛吹利明         | 6:46 |
| 11.       | 「ふるさと」                       |           |            | 長渕剛           | 7:21 |
| 合計時間: | 合計時間:                          | 合計時間: | 32:17      |                  |      |

### CD
全作詞・作曲: 長渕剛。
| #         | タイトル                           | 作詞      | 作曲      | 編曲             | 時間  |
| --------- | ---------------------------------- | --------- | --------- | ---------------- | ----- |
| 1.        | 「Never Give Up」                  | 長渕剛    | 長渕剛    | 長渕剛           | 4:52  |
| 2.        | 「でんでん虫」                     | 長渕剛    | 長渕剛    | 長渕剛           | 6:50  |
| 3.        | 「オホーツクの海」                 | 長渕剛    | 長渕剛    | 笛吹利明、長渕剛 | 8:18  |
| 4.        | 「お釈迦さま」                     | 長渕剛    | 長渕剛    | 笛吹利明、長渕剛 | 6:22  |
| 5.        | 「猿一匹、唄えば侍」               | 長渕剛    | 長渕剛    | 長渕剛           | 6:03  |
| 6.        | 「ふたつの責任 ～愛してる～」      | 長渕剛    | 長渕剛    | 笛吹利明、長渕剛 | 6:03  |
| 7.        | 「指切りげんまん」                 | 長渕剛    | 長渕剛    | 長渕剛           | 5:22  |
| 8.        | 「俺たちの心にジングルベル」       | 長渕剛    | 長渕剛    | 笛吹利明、長渕剛 | 6:23  |
| 9.        | 「どつぼにはまってどっぴんしゃ!!」 | 長渕剛    | 長渕剛    | 長渕剛           | 6:18  |
| 10.       | 「くちづけ」                       | 長渕剛    | 長渕剛    | 笛吹利明         | 6:49  |
| 11.       | 「ふるさと」                       | 長渕剛    | 長渕剛    | 長渕剛           | 7:21  |
| 合計時間: | 合計時間:                          | 合計時間: | 合計時間: | 合計時間:        | 70:41 |

### 曲解説
1. Never Give Up
イントロ部分に和太鼓が入っている。
2. でんでん虫
3. オホーツクの海
4. お釈迦さま
5. 猿一匹、唄えば侍
長渕初のマキシシングルとしてリリースされた曲。カップリング曲として、歌詞を一部改変した『ひざまくら'98』などが収録されている。
6. ふたつの責任～愛してる～
7. 指切りげんまん
テレビ朝日系列で放映されていた、内藤剛志主演のテレビドラマ「外科医・夏目三四郎」の主題歌として採用された。
8. 俺たちの心にジングルベル
子供のコーラス[長渕の実の子供2人（長女：（女優）長渕文音・長男：WA航RU）]が入っている。長渕の曲としては珍しく、クリスマスを迎えている家庭を描いた作品である。
9. どつぼにはまってどっぴんしゃ!!
ライブでは未だに一度も演奏されたことがない。
10. くちづけ
オカリナ奏者の本谷美加子がセッションに加わっている。
11. ふるさと

## スタッフ・クレジット

### 参加ミュージシャン
- 島村英二 - ドラムス（1 - 3, 5 - 9曲目）
- 岡沢章 - エレクトリックベース（1 - 3, 5 - 9曲目）
- 長渕剛 - アコースティックギター（11曲目を除くすべて）、エレクトリックギター（5曲目のみ）、アコースティックピアノ（2曲目のみ）、和太鼓（1曲目のみ）、ブルースハープ（1,2,4,7,11曲目）、シンセ・パーカッション（3曲目のみ）、ホイッスル（8曲目のみ）
- 笛吹利明 - アコースティックギター（4曲目のみ）、フラットマンドリン（1,2,6,7,9曲目）、チャランゴ（8曲目のみ）、ガット・ギター・ソロ（6曲目のみ）、和太鼓（4曲目のみ）
- 角田順 - アコースティックギター（5曲目のみ）、エレクトリックギター（1,2,5 - 8曲目）
- 池田雅彦 - バンジョー（9曲目のみ）
- 矢島賢 - エレクトリックギター（3曲目のみ）、エレクトリックギター・ソロ（2,7曲目のみ）
- 徳武弘文 - エレクトリックギター（9曲目のみ）
- エルトン永田 - アコースティックピアノ（1,2,5,7,11曲目）、キーボード（3 - 6,8,10曲目）
- 国吉良一 - キーボード（8,9曲目のみ）
- 中西康晴 - オルガン（7曲目のみ）
- 浜口茂外也 - パーカッション（3,5 - 8,10曲目）
- 篠崎グループ - ストリングス（8曲目のみ）
- 本谷美加子 - オカリナ（10曲目のみ）
- The MUGIFUMI - コーラス、クラップス（1曲目のみ）
- シーサーズ - コーラス、サンバ（4曲目のみ）
- 長渕文音 - コーラス（8曲目のみ）
- 長渕航 - （8曲目のみ）
- 杉並児童合唱団 - コーラス（8曲目のみ）
- 渋谷年治 - シンセサイザー・プログラマー（3,5,6,8,10曲目）
- 中山信彦 - シンセサイザー・プログラマー（4曲目のみ）

### スタッフ
- 長渕剛 - プロデューサー
- 笛吹利明 - コ・プロデューサー
- 加藤謙吾 (Z's) - レコーディング・エンジニア、ミキシング・エンジニア
- 笹川章光 (Yeep) - エキップメント・テクニシャン
- 三浦"Peter"浩 (Yeep) - エキップメント・テクニシャン
- 藤原寛 (Sound Crew) - エキップメント・テクニシャン
- 中津"Jackson"直也 (Mixers Lab) - アシスタント・エンジニア
- 松永司 (Sound Inn) - アシスタント・エンジニア
- ボビー・ハタ - マスタリング・エンジニア
- 宮田文雄 (Music Land) - ミュージシャン・コーディネーター
- 佐藤世衣 (Z's) - プロダクション・コーディネーター
- 目澤哲（オフィス・レン） - ロード・マネージャー
- ふくながよしこ（オフィス・レン） - デスク・マネージャー
- 池田雅彦（フォーライフ・レコード） - A&R
- 和井内貞宣（ユイ音楽工房） - A&R
- 後藤由多加（フォーライフ・レコード） - スーパーバイザー
- 荒井博文 (Gil Produce) - アート・ディレクション、デザイン
- 大川奘一郎 - 写真撮影
- いしづかやすゆき - アシスタント・フォトグラファー
- すぎむらとみき - ロケーション・コーディネート、トランスポート
- なかおとしや - ロケーション・コーディネート、トランスポート
- くらともみ - ロケーション・コーディネート、トランスポート
- いちかわまさかず（オフィス・レン） - エグゼクティブ・プロデューサー
- 倉本聰 - スペシャル・サンクス
- 西村公朝 - スペシャル・サンクス
- 黒土三男 - スペシャル・サンクス
- 瀬尾一三 - スペシャル・サンクス
- おおともゆうしろう - スペシャル・サンクス
- パラダイススタジオスタッフ - スペシャル・サンクス
- Live '97 - '98 ステージスタッフ - スペシャル・サンクス
- NAGABUCHI TSUYOSHI CLUB - スペシャル・サンクス